# Герасименко Юрій Георгійович
Юрій Георгійович Герасименко (* 20 жовтня 1927, Харків — † 17 січня 1985, Харків) — український радянський поет, прозаїк, перекладач, письменник-фантаст, критик.

## Біографія
Герасименко Юрій Георгійович народився 20 жовтня 1927 року в Харкові в сім'ї службовця. Закінчив філологічний факультет Харківського університету 1952 року. Викладав українську мову й літературу в сільській школі на Харківщині. Член КПРС з 1956 року.

## Творчість
Писав українською мовою. Друкуватись почав як поет у 1944 році в газеті «Зірка». Член Спілки письменників СРСР з 1956 року.

### Твори
Збірки віршів:
- «Повноліття» (1952)
- «Напровесні» (1955)
- «Круті дороги» (1957)
- «Людина на шляху» (1958)
- віршована книга для дітей «Про Сашка і Дружка» (1959)
- «Моїм однодумцям» (1959)
- «Земля отцов» (1960), рос. мовою
- «Ми однолюби» (1960)
- «Подих бурі» (1961)
- віршована книга для дітей «Тарасова зоря» (1962)
- «Іменем любові» (1963)
- «Ясениця» (1964)
- «Лірика» (1967)
- поема «Дорошів Яр» (1968)
- «Високий світ» (1970)
- «Запах хліба» (1972)
- «Вибране» (1973)
- «Поезії» (1977)
- «Березень» (1978)
- «Мій вітер» (1984)

Збірки науково-фантастичних повістей та оповідань:
- «Коли вмирає Безсмертний» (1964)
- «Кожен побачить сонце» (1965)

Повість-казка:
- «Наталка і Великий Вітер» (1967)

Документальні повісті:
- «Ой видно село» (1981)
- «Лісове озеро» (1983) [Архівовано 19 листопада 2021 у Wayback Machine.]

Збірка повістей:
- «Двоє у світі» (1985)

Літературно-критичні нариси:
- «Знай високе місце своє» (1979)

Збірка есе про Харків:
- «Встречи с Харьковом» (1984)

Також Юрій Герасименко — автор багатьох перекладів творів російських і туркменських письменників.